# ベスニク・ハシ
ベスニク・ハシ（Besnik Hasi, 1971年12月29日 - ）は、ユーゴスラビア（現コソボ）・ジャコヴィツァ（ジャコヴァ）出身のアルバニア人であり、アルバニア代表の元サッカー選手、現サッカー指導者。現役時代のポジションはミッドフィールダー。

## 経歴
主に守備的な中盤のポジションを務めた。身長はあまり大きくないが、センターバックとしてもプレー。
2016年6月4日より、2年契約でレギア・ワルシャワの監督に就任した が、9月18日に解任された。
2017年6月8日より、オリンピアコスFCの監督に就任した が、9月25日に解任された。

## 所属クラブ
- KFリリア・プリズレン 1988-1990
- NKザグレブ 1991-1994

→ NKディナモ・パンチェヴォ 1991-1992 (loan)
→ FKプリシュティナ 1993 (loan)
→ NKサモボル 1993-1994 (loan)
- KRCヘンク 1994-2000

→ TSV1860ミュンヘン 1997-1998 (loan)
- RSCアンデルレヒト 2000-2006
- SCロケレン 2006-2007
- サークル・ブルッヘ 2007-2008

## 指導歴
- RSCアンデルレヒト（アシスタントコーチ） 2008-2014
- RSCアンデルレヒト 2014-2016
- レギア・ワルシャワ 2016
- オリンピアコスFC 2017
- アル・ラーイド 2018-2021
- アル・アハリ・サウジFC 2021-

## タイトル

### 現役時代
KRCヘンク
- ジュピラー・プロ・リーグ:1回（1998-99）
- ベルギーカップ:1回（1999-2000）

RSCアンデルレヒト
- ジュピラー・プロ・リーグ:3回（2000-01、2003-04、2005-06）
- ベルギー・スーパーカップ:1回（2000、2001）

### 指導者時代
RSCアンデルレヒト
- ジュピラー・プロ・リーグ:1回（2013-14）
- ベルギー・スーパーカップ:1回（2014）